# Stanisław Siemowit mazowiecki
Stanisław Siemowit (prawdopodobnie ur. między 1357 a 1366, zm. 10 grudnia przed 1378) – książę mazowiecki, najprawdopodobniej najstarszy syn księcia Siemowita III i jego drugiej żony Anny ziębickiej. 

## Życiorys
Informację na temat księcia Stanisława Siemowita przekazał nekrolog czerwiński, odnotowując jego śmierć pod datą 10 grudnia. Przypuszcza się, iż zapiska ta odnosi się do wspomnianego w Kronice Janka z Czarnkowa nieznanego z imienia najstarszego syna księcia mazowieckiego Siemowita III z jego drugiego małżeństwa z Anną, najprawdopodobniej córką księcia ziębickiego Mikołaja Małego. Imię Stanisław nawiązywałoby wówczas do rozwijającego się na Mazowszu kultu biskupa krakowskiego Stanisława ze Szczepanowa, zaś drugie imię Siemowit byłoby imieniem agnatycznym, otrzymanym po ojcu i przyrodnim bracie. Syn księcia mazowieckiego zmarł przed 14 marca 1378, gdyż nie jest on wymieniony w dokumencie księcia Siemowita III, w którym powołuje się on na konsens swoich synów. Miejsce jego pochówku nie jest znane.